# DPANN

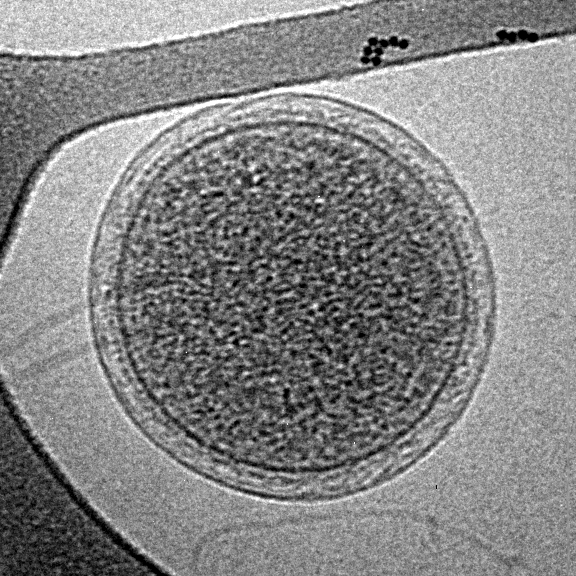
Cryo-TEM-Aufnahme von Parvarchaeum acidiphilum

DPANN ist ein Superphylum extremophiler Archaeen („Urbakterien“).
Das Taxon wurde 2013 von Christian Rinke et al. vorgeschlagen. DPANN ist ein Akronym, gebildet aus den Anfangsbuchstaben der ersten fünf gefundenen Stämme (Phyla), Diapherotrites, Parvarchaeota, Aenigmarchaeota, Nanoarchaeota und Nanohaloarchaeota.
Später entdeckten Phyla wie Woesearchaeota, Pacearchaeota sowie Altiarchaeota wurden nachträglich als weitere Mitglieder dieses Superphylums vorgeschlagen.
Das Superphylum DPANN vereinigt verschiedene Archaeenstämme mit einer großen Verbreitung und unterschiedlichem Stoffwechsel, welche von symbiotischen und thermophilen Formen wie den Nanoarchaeota, über acidophile (säureliebende) wie Parvarchaeota bis hin zu nicht-extremophilen wie Aenigmarchaeota und Diapherotrites reichen. Das Phylum beherbergt auch eine Reihe früher in die Euryarchaeota gestellte Gruppen.
Viele Mitglieder zeigen neuartige Anzeichen eines horizontalen Gentransfers aus anderen Domänen (Bakterien, Eukaryonten) des Lebens.
DPANN-Archaeen wurden 2022 in der mikrobiellen Gemeinschaft der bis dato weltweit kältesten und salzigsten Quelle, Lost Hammer Spring (Axel Heiberg Island, Nunavut, Kanada) gefunden. Die Verhältnisse dort sind ähnlich, wie man sie an einigen Stellen des Mars, sowie auf den Monden Europa und Enceladus vermutet.

## Systematik
Das Superphylum DPANN gliedert sich nach
Dombrowski et al. (2020), sowie
Castelle und Banfield (2018),
ergänzt nach National Center for Biotechnology Information (NCBI) und GTDB:
- Cluster 1

- Phylum Altiarchaeota mit Spezies Altiarchaeum hamiconexum
- Micrarchaeota-Diapherotrites-Gruppe, ehemals als MEG-Cluster zu den Euryarchaeota

- Phylum Diapherotrites (Rinke et al. 2013, alias Iainarchaeota) mit Spezies Forterrea multitransposorum und Iainarchaeum andersonii
- Phylum Micrarchaeota (Baker et al.) 2010 mit Spezies Mancarchaeum acidiphilum und Micrarchaeum acidiphilum

- Cluster 2

- Phylum Aenigmarchaeota (Rinke et al. 2013), ehemals DSEG-Cluster und zu den Euryarchaeota, mit Spezies Aenigmarchaeum subterraneum
- Phylum Huberarchaeota (alias Huberarchaea) mit Spezies Huberarchaeum crystalense
- Gruppe ARMAN
Entdeckt 2006 in stark sauren Abwässern einer US-Mine. Sie sind von sehr geringer Größe.

- Phylum Parvarchaeota (Rinke et al. 2013) mit Spezies Parvarchaeum acidiphilum und P. paracidiphilum (früher P. acidophilus)
- Phylum Nanoarchaeota (Huber et al. 2002) mit Spezies Nanoarchaeum equitans, Nanopusillus acidilobi und  Nanoclepta minutus

- Phylum Nanohaloarchaeota (Rinke et al. 2013) mit Gattung Nanopetraeus sowie den Spezies Nanohalobium constans und Nanohalarchaeum antarcticum
- Woesearchaeota-Pacearchaeota-Gruppe, ehemals als DHVEG-6-Cluster zu den Euryarchaeota
In Sedimenten und Oberflächengewässern von Aquiferen und Seen und bevorzugen salzhaltige Bedingungen:

- Phylum Pacearchaeota (Castelle et al. 2015)
- Phylum Woesearchaeota (Castelle et al. 2015)

- Phylum UAP1 (Uncultured Archaeal Phylum 1, auch NovelDPANN_1)

- Phylum Undinarchaeota, ehemals UAP2 (Uncultured Archaeal Phylum 2) / MHVG (Marine Hydrothermal Vent Group)[8][20][22][23]

- Ordnung Undinarchaeales mit Spezies  Undinarchaeum marinum
(Salzwasser-Vertreter, englisch marine MAGs)
- Ordnung Naiadarchaeales mit Spezies Naiadarchaeum limnaeum
(Süßwasser-Vertreter, englisch aquifer MAGs)

- Phylum Mamarchaeota

Die obigen Taxa sind in der Regel nur durch Metagenomanalyse belegt (Metagenome-Assembled Genome, MAG) und tragen daher dann den Präfix Candidatus, der hier der Übersichtlichkeit halber weggelassen wurde.
Kladogramme der DPANN-Archaeen finden sich bei
Parks et al. (2017),
Castelle und Banfield (2018) sowie
Dombrowski et al. (2020).
Letztere Autoren sehen die Woesearchaeota-Pacearchaeota-Gruppe innerhalb der durch Altiarchaeota und Diapherotrites aufgespannten Klade (genannt Cluster 2).
Schon länger war bekannt, dass Micrarchaeota und Parvarchaeota nahe verwandt und sind, sie wurde daher ursprünglich in einer Gruppe ARMAN (Archaeal Richmond Mine Acidophilic Nanoorganisms) zusammengefasst. Das Cluster 2 stellt nur eine Erweiterung der in ihrem ursprünglichen Umfang als paraphyletisch angesehenen ARMAN-Gruppe dar.